# Scleria schiedeana
Scleria schiedeana är en halvgräsart som beskrevs av Diederich Franz Leonhard von Schlechtendal. Scleria schiedeana ingår i släktet Scleria och familjen halvgräs. Inga underarter finns listade i Catalogue of Life.